# SN 2005he
SN 2005he – supernowa typu II odkryta 24 października 2005 roku w galaktyce M+06-49-68. W momencie odkrycia miała maksymalną jasność 18,60m.